# Joachim Ernst von Görzke

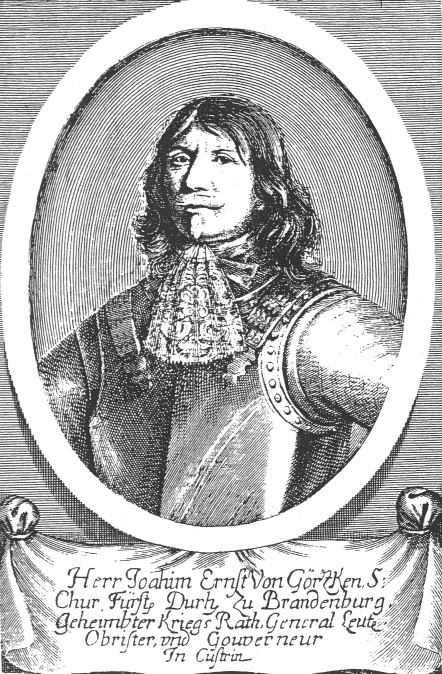
Joachim Ernst von Görzke

Joachim Ernst von Görzke (auch Görtzke / oder Goertzke; * 11. April 1611 in Bollersdorf; † 27. März 1682 in Küstrin) war ein kurbrandenburgischer Generalleutnant.

## Leben
Joachim Ernst von Görzke wurde 1611 als Sohn von Joachim von Görzke geboren, der Herr auf Bollersdorf war. Seine Mutter war Elisabeth von Wichmannsdorff.
Schon 1620 wurde er Edelknabe der Prinzessin Maria Eleonora von Brandenburg und ging mit ihr nach Schweden, als sie König Gustav Adolf von Schweden heiratete. 1623 wurde er Page des Königs und trat 1628 als Reiter der schwedischen Leibgarde bei. In den Jahren 1630 bis 1648 kämpfte er auf Seiten der schwedischen Armee im Dreißigjährigen Krieg: Er nahm 1631 an der Schlacht bei Breitenfeld teil und wurde für seine Tapferkeit am 17. September 1631 zum Kornett befördert. Er überlebte 1632 die Schlacht bei Lützen schwer verwundet, kämpfte in der Schlacht bei Wittstock und in Feldzügen in Schlesien sowie Österreich. 1634 wurde er Chef einer Kompanie Reiter im Regiment des Generals Adam von Pfuel und 1641 Oberstleutnant. 1645 bekam er als Oberst das Kommando über ein Kavallerieregiment und schied als solcher 1648 aus dem Kriegsdienst aus.
Von Görzke lebte bis 1656 auf seinen Gütern, trat dann jedoch wieder in den aktiven Dienst – nun als Generalmajor auf kurbrandenburgischer Seite. Er nahm an der Schlacht bei Warschau teil. Ab 1661 in Preußen wurde er am 9. Mai 1664 Gouverneur von Memel. Von 1672 bis 1679 folgten Feldzüge gegen die Franzosen und die einfallenden Schweden, so die Schlacht von Fehrbellin und der Überfall von Rathenow, die Belagerungen von Wolgast, Anklam, Demmin und Stettin, sowie die Einnahme von Greifswald. Später verteidigte er Preußen gegen die von Livland unter General Horn einfallenden Schweden und vernichtete diese in der Jagd über das Kurische Haff fast vollständig. Am 2. Dezember 1675 wurde er zum Generalleutnant befördert und am 27. Dezember 1677 Gouverneur von Küstrin, wo er gut vier Jahre darauf starb.
Er war seit dem 2. Mai 1654 mit Lucie von Schlieben verheiratet, Tochter des Kommendators Maximilian von Schlieben († 1678 Lietzen) und der Lucia Maria von Trott († 1674). Seine Frau starb am 28. April 1659 in der Komturei Lietzen. Seine Tochter Maria Elisabeth heiratete den anhalt-zerbstischen Hofmarschall Johann Georg von der Marwitz und die jüngste Tochter Lucie Hedwig heiratete den General Friedrich Ulrich Wilhelm von Lüderitz. Die mittlere Tochter Barbara starb jung.
Der Komtur des Johanniterordens in Lietzen Adam Georg von Schlieben war sein Schwager.